# Бертон, Джордж
Джордж (Жорж) Бертон (фр. George Théodore Berthon; 1806—1892) — французский художник-портретист, один из основателей Королевской канадской академии художеств.

## Биография
Родился 3 мая 1806 года в Вене в семье придворного художника Наполеона Рене Бертона, брат художницы Сидони Бертон.
Вероятно, отец был первым учителем Джорджа. Также на него произвело впечатление знакомство с художественным искусством в Париже. Уже будучи взрослым, Бертон в течение многих лет (1827—1840) жил в Англии и был знаком с портретной традицией британцев. Затем он переехал в Канаду.
Первые достоверные сведения о переезде Джорджа Бертона в Канаду известны по его объявлениям портретных услуг в газетах Торонто в 1845 году. В последующем стал известен в Канаде своими портретами официальных лиц страны в викторианской традиции. Его работы явились лучшими примерами канадской портретной живописи того периода.
Умер 18 января 1892 года в Торонто.
Его работы находятся во многих музеях Канады, а также в Тринити-колледже в Торонто и в канадском Сенате в Оттаве.

## Галерея
- Гордон Драммонд
- Джон Колборн
- Перегрин Мейтленд
- Джон Симко